# Rudolf Dašek
Rudolf Dašek, né  le 27 août 1933 à Prague et mort le 1er février 2013 , est un guitariste de jazz tchèque.
Rudolf Dašek étudie au conservatoire de Prague de 1962 à 1966 et forme en 1964 un trio, dont fait partie aussi George Mraz. Il fait aussi partie de l’orchestre de Gustav Brom et de l'orchestre symphonique de la radio de Prague.
De 1968 à 1970 Dašek est membre de la bande du club "The Blue note" à Berlin et joue avec le trio de Lou Bennett.  Pendant cette période il accompagne Benny Bailey, Carmell Jones, Tony Scott et Leo Wright. Avec Jiří Stivín  il joue dans le  duo System Tandem. Dašek joue aussi avec Philip Catherine et Christian Escoudé. Il fait plusieurs disques avec Toto Blanke.

## Discographie

### Comme Leader
- 1970: Jazz On Six Strings (Supraphon) avec Vincent Kummer (b) et Ivan Smazic (dr)
- 1974: System Tandem (Enja) Duo avec Jiří Stivín
- 1983: Interlanding avec Karel Růžička (p), Zbigniew Wegehaupt (b), Andrew Cyrille (dr)
- 1991: System Tandem: Reunion (Supraphon) Duo avec J. Stivín

### Avec Toto Blanke
- 1988: Tramontana (Aliso)
- 1989: Talking Hands Live (Aliso)
- 1991: Two Much Guitar! (Aliso)
- 1992: Meditation (Aliso, enregistrement en public à la " Bartholomäuskapelle", Paderborn)
- 2000: Mona Lisa (Aliso).